# Likee
Likee（原Like短视频）于2017年7月上线，是一款集创作、编辑与分享于一体的短视频应用。该应用由新加坡公司Bigo开发与运营。截至2019年第三季度，该应用程序移动月活跃用户数达1.002亿。

## 发展
2017年7月，该应用程序上线Google Play。8月，上架苹果应用商店。
2018年2月上旬，Likee凭借4D魔法功能登上美国iTunes排行榜榜首。
2019年3月5日，欢聚时代（NASDAQ:YY）以14.5亿美元的总价全资收购Likee母公司Bigo。
2019年9月，Likee推出家长控制功能，为青少年提供适合其观看的内容和环境。
截至2019年9月，Likee移动月活跃用户达1.002亿。
根据Sensor Tower的报告，2019年10月，Likee成为全球下载量最高的十大社交媒体应用之一，仅次于Facebook和Instagram等主要国际平台。